# Кратовска контрачета
Кратовската контрачета е чета, създадена с помощта на българските власти във Вардарска Македония с цел борба срещу комунистическите партизани.
Създадена е от Стефан Хаджикостов и войводата на ВМРО Мите Опилски през 1944 година. Наброява около 60 контрачетници.